# 菰腺忍冬
菰腺忍冬（学名：Lonicera hypoglauca），又名红腺忍冬、大银花、大金银花、大叶金银花、山银花、裡白忍冬，为忍冬科忍冬属的植物。分布在日本、台湾岛以及中国大陆的贵州、湖北、四川、云南、广西、福建、湖南、江西、浙江、广东、安徽等地，生长于海拔200米至1,500米的地区，一般生长在灌丛或疏林中，目前尚未由人工引种栽培。

## 外部連結
- 山銀花 Shanyinhua （页面存档备份，存于） 中藥材圖像數據庫 (香港浸會大學中醫藥學院)